# Lucsánszky Tamás
Lucsánszky Tamás (1966. május 1. –) magyar labdarúgóedző.

## Pályafutása
2002-től 2004-ig a Láng SK trénere volt. 2005 és 2012 között a Budaörs csapatánál volt vezetőedző, amellyel 2006-ban NB III-as bajnoki címet ünnepelhetett. 2014-ben a Nyíregyházával lett NB II-es bajnok, ennek ellenére az NB I-ben már nem ő irányította a csapatot. 2015 és 2019 között több másodosztályú csapatot is irányított (Mezőkövesd, Soroksár, majd ismét a Nyíregyháza). 2019-ben egy rövid ideig a Ferencváros U19-es csapatának edzője volt. 
Több mint háromszáz NB II-es mérkőzéssel a háta mögött lett 2019 márciusában az NB I-es MTK Budapest FC vezetőedzője. Azonban Lucsánszky irányítása alatt az MTK 9 bajnoki mérkőzéséből nyolcat elveszített és kiesett az élvonalból. 2019. május 23-án a klub hivatalos honlapján kért elnézést a szurkolóktól a rendkívül gyenge szereplés miatt, illetve közölte, hogy nem hosszabbítja meg a tréner nyáron lejáró szerződését.

## Díjai, elismerései
- Budaörs
  - NBIII bajnok: 2005-06
- Nyíregyháza Spartacus
  - NBII bajnok: 2013-14